# Mette bor hos Morten og Erik
Mette bor hos Morten og Erik, aussi connu sous sa traduction anglaise Jenny Lives with Eric and Martin, est un livre d'images en noir et blanc de l'autrice danoise Susanne Bösche, publié en 1981 en danois et traduit en 1983 en anglais. Il s'agit de l'un des premiers livres pour enfant en langue anglaise à aborder la question de l'homosexualité et de l'homoparentalité.

## Polémiques
Lors des élections législatives de 1987, le parti conservateur dénonce la présence de ce livre dans deux écoles de Grande-Bretagne, l'accusant de corrompre les mœurs de la jeunesse. Cette polémique mène à la création de la Section 28, qui interdit la promotion de l'homosexualité dans les écoles publiques.